# Walter Channing (Mediziner)
Walter Channing (* 15. April 1786 in Newport, Rhode Island; † 27. Juli 1876 in Brookline, Massachusetts) war ein US-amerikanischer Geburtshelfer und Rechtsmediziner an der Harvard Medical School. Er ist vor allem dafür bekannt, dass er 1847 erstmals Ether als Narkosemittel in der Geburtshilfe einsetzte.
Walter Channing, ein jüngerer Bruder von William Ellery Channing (1780–1842), studierte am Harvard College und der University of Pennsylvania, wo er 1809 sein Medizinstudium mit dem M.D. abschloss. Anschließend verbrachte er noch Studienzeit in Edinburgh und London (am Guy’s Hospital und am St Thomas’ Hospital), bevor er 1811 eine Praxis in Boston eröffnete. 1812 war er Herausgeber des New England Journal of Medicine and Surgery, seit Boston Medical and Surgical Journal, aus dem wiederum das New England Journal of Medicine hervorging. Ab 1815 hielt Channing am Harvard Medical College Vorlesungen in Geburtshilfe, 1818 erhielt er dort eine Professur für Geburtshilfe und Rechtsmedizin, 1819 wurde er Dekan der Medizinischen Fakultät. Von 1821 bis 1839 arbeitete er zusätzlich im Massachusetts General Hospital, zunächst als Assistent von James Jackson (1777–1867). 1832 gründete Channing das Boston Lying-In Hospital, aus dem später das Brigham and Women’s Hospital wurde. 1854 wurde er emeritiert.
Channing gehörte zu den Gründern der Boston Natural History Society. 1818 wurde er in die American Academy of Arts and Sciences gewählt.
Channing war ab 1815 mit Barbara Higginson Perkins († 1822) verheiratet, ab 1831 mit Eliza Wainwright († 1834).

## Schriften
- Address on the Prevention of Pauperism (1843)
- Treatise on Etherization in Child-birth, illustrated by 581 cases (1849)
- Professional Reminiscences of Foreign Travel (1851)
- New and Old (1851)
- Miscellaneous Poems (1851)
- A Physician’s Vacation, or a Summer in Europe (1856)
- Reformation of Medical Science (1857)